# Ángelo Astorga
Ángelo Gonzalo Astorga Andrade (Chile, 19 de junio de 1993) es un futbolista chileno. Juega de portero y actualmente milita en General Velásquez de la Segunda División Profesional de Chile.

## Clubes
| Club              | País  | Año           |
| ----------------- | ----- | ------------- |
| Santiago Morning  | Chile | 2014-2018     |
| General Velásquez | Chile | 2018-presente |